# George Washington Pierce
George Washington Pierce (ur. 11 stycznia 1872, zm. 25 sierpnia 1956) – amerykański fizyk, profesor fizyki na Uniwersytecie Harvarda oraz badacz w dziedzinie telekomunikacji.
Był synem hodowcy bydła z Teksasu. Uczęszczał do szkoły w Taylor oraz UT Austin, po czym od 1898 na stałe związał się z Uniwersytetem Harvarda. Właściciel 53 patentów, autor trzech innowacyjnych tekstów oraz wielu naukowych artykułów. Najbardziej znaczący okazał się opracowany przez niego jednostopniowy układ oparty na rezonatorze kwarcowym, który okazał się kamieniem milowym w dziedzinie telekomunikacji. Charles Süsskind powiedział o nim, że był “niezwykle ciepłym i zabawnym indywidualistą, bardzo szanowanym przez jego studentów”.

## Życiorys

### Młodość
G. W. Pierce urodził się 11 stycznia 1872 w Webberville. Na UT Austin jego mentorem był Alexander Macfarlane, z którym napisał artykuł do pierwszej serii Physical Review. Przed wygraniem w 1898 stypendium na Harvardzie Pierce w latach 1896-1897 nauczał w Dallas High School i był pracownikiem sądu w biurze sekretarza w Hrabstwie Bastrop. W 1900 pracą dyplomową na temat pomiaru długości fal krótkich zdobył tytuł doktora. Podczas kontynuowania swojej kariery naukowej w Europie spotkał Ludwiga Boltzmanna, a krótko po tym dostał propozycję wykładania na Harvardzie. Odegrał on także znaczącą rolę w kształtowaniu tzw. Wicht Club (1903-1911), w którym zasiadali wykładowcy Harvardu.

### Rodzina i życie
G. W. Pierce miał dwóch braci. Imię posiadał po swoim ojcu, jednakże nie przyjęli konwencji stosowania przyrostków Jr i Sr. Ożenił się z Florence Goodwin w 1904 w Saxonville w stanie Massachusetts, jednakże nigdy nie mieli dzieci. Zaprzyjaźnili się z Cornelią i jej mężem Walterem Cannon – amerykańskim fizjologiem, neurologiem, psychologiem i profesorem Harvardu, którzy ściągnęli ich do Franklin, New Hampshire. Po rozstaniu z Florence w 1945, Pierce związał się z Helen Russell. W tym samym roku pojawiły się pierwsze objawy pogarszającego się zdrowia w postaci przejścia lekkiego udaru mózgu, z którego wyszedł. Dopiero dekadę później seria większych udarów doprowadziła go do śmierci 25 sierpnia 1956.

## Kariera naukowa
G. W. Pierce miał wyjątkową umiejętność interesowania się kluczowymi procesami fizycznymi. Zjawisko rezonansu uważał w elektronice za wyjątkowo ważne. Dowodem tego są jego pięcioczęściowe serie “Experiments on resonance in wireless telegraph circuits” w Physical Review (1904-1907). W 1910 opublikował swój pierwszy podręcznik Principles of Wireless Telegraphy. W książce tej, oraz pracach Johna Ambrose Fleminga po raz pierwszy używa się terminu modulacji w celu opisania nanoszenia fali dźwiękowej na wysokoczęstotliwościową falę nośną poprzez zmianę amplitudy tej ostatniej. W 1912 pracował z Arthurem E. Kennelly nad impedancją kinetyczną (patrz niżej). W 1914 zaproponowano mu prowadzenie laboratorium fizyki na Harvardzie. W 1917 uzyskał tytuł profesora.
W 1920 ukazały się jego dwa ważne opracowania. Opublikował swój drugi artykuł Electric Oscillations and Electric Waves, oraz co ważniejsze - poszedł śladem innowacji 
Waltera G. Cady'iego z Wesleyan University używając kryształu kwarcu do stabilizacji częstotliwości oscylacji elektrycznych. W początkach prób łączność radiowa była poważnie utrudniona ze względu na brak stabilności częstotliwości, a Pierce dostrzegł potencjał dla stosowania obwodów regulacyjnych opartych na kwarcu. Układ Cady'a zawierał wiele triód, zaś Pierce był w stanie zredukować ich liczbę do jednej lampy. Spostrzeżenia takie jak te były przez niego patentowane, a sprzedaż licencji na ich użytkowanie przyniosły Pierce'owi wystarczająco dużo pieniędzy by sfinansować zakup domów wypoczynkowych w Franklin (New Hampshire) i w St. Petersburgu.

### Impedancja kinetyczna
W jego laboratorim, Pierce oraz Arthur E. Kennelly przeprowadzili eksperyment pomiaru zmian impedancji elektrycznej odbiorników telefonicznych w zakresie częstotliwości fal słyszalnych, w przypadkach gdy membrana była zaciśnięta przez palec lub założona tuleja. Dla każdej częstotliwości była mierzona rezystancja oraz reaktancja odbiornika, z których była liczona impedancja. Następnie impedancja przy zakrytym i odkrytym odbiorniku była rysowana jako liczba zespolona, bądź zaznaczana na płaszczyźnie zespolonej. Dla każdego odbiornika, zakres częstotliwości tworzył szereg współśrodkowych punktów. Odkrycie to zostało nazwane impedancją kinetyczną a wykresy okręgami impedancji kinetycznej. Ich praca była poruszana nawet w Proceedings of the American Academy of Arts and Sciences (1912). Przedstawiony przez nich fenomen impedancji urządzeń stał się tak znany, że został przedstawiony wykres Smitha, aby udowodnić ograniczoność Wszechświata dla takich okręgów.

### Lata późniejsze
W 1921 został odznaczony tytułem profesora fizyki im. Rumforda na Harvardzie (ang. Rumford Professor of Physics), w 1929 został odznaczony honorowym medalem organizacji IEEE oraz Instytutu Inżynierów Radiowców (IRE). Po tym jak przeszedł na emeryturę w 1940, opublikował artykuł Song of Insects (1943), analizujący “śpiew” świerszcza. W tym samym roku Instytut Franklina nagrodził go swoim Medalem Benjamina Franklina.